# Estado de resultados integrales
El Estado de Resultado Integral es un  estado financiero básico, que muestra el resumen de las operaciones del negocio, enfrenta los ingresos contra los costos y gastos para determinar el resultado del periodo.
Según la Norma Internacional de Contabilidad número 1, como mínimo, en el estado del resultado integral se incluirán partidas que presenten los siguientes importes del período:
- Ingresos de actividades ordinarias;
- Costos financieros;
- Participación de trabajadores
- Gasto por impuestos;
- Un único importe que comprenda el total de:
  - El resultado después de impuestos de las operaciones discontinuadas y:
  - La ganancia o pérdida después de impuestos reconocida por la medición a valor razonable menos costos de venta, o por la disposición de los activos o grupos para su disposición que constituyan la operación discontinuada.
- Resultados;
- Cada componente de otro resultado integral clasificado por naturaleza;
- Participación en el otro resultado integral de las asociadas y negocios conjuntos que se contabilicen con el método de la participación; y
- Resultado integral total.

## Concepto
El "Estado de Pérdidas y Ganancias o Estado de Resultados" que es el nombre correcto y más genérico, puede ser definido como: un estado financiero que muestra la utilidad o pérdida que sufre el capital contable de la entidad como consecuencia de las operaciones practicadas en un periodo determinado, mediante la descripción de los diferentes conceptos de ventas, ingresos, costos y gastos que las mismas provocan. 
Las modificaciones provocadas por las operaciones realizadas, que afectan al capital contable no se registran ni inmediata, ni indirectamente se acumulan en las cuentas que integran este elemento del "Estado de Situación Financiera", sino que se acumulan en las cuentas de resultados y sólo después, como resumen, son presentadas en el "Estado de Situación Financiera". 
Por lo anterior en el "Estado de Situación Financiera" aparece el valor de la utilidad o pérdida del ejercicio, según sea el caso, pero no la forma en que se ha obtenido que es precisamente lo más interesante. Por consiguiente, surge la necesidad de un estado de pérdidas y ganancias. 
En otras palabras, el Estado de Pérdidas y Ganancias o más bien dicho Estado de Resultados, es un documento en la cual se describe cómo las operaciones productivas de una empresa que generan ingresos suficientes para rembolsar total o parcialmente el dinero originalmente invertido en: 
Las mercancías vendidas. 
Parte proporcional de los muebles, equipos, etc en uso. 
El nombre de Estado de Pérdidas y ganancias nace porque en la última línea del estado, se muestra la pérdida o utilidad generada por la empresa. Sin embargo, el nombre que finalmente le ha dado el IMCP es el de Estado de Resultados. 
En las operaciones de la entidad económica hay una distinción bastante clara entre los ingresos, costos y gastos y así deben ser presentados sus resultados. Los ingresos son las cantidades percibidas por la entidad como consecuencia de sus operaciones. Los costos y gastos, son las cantidades requeridas para lograr los objetivos de sus actividades. El Estado de Resultados es un estado dinámico, por lo que sus cifras se expresan en forma acumulativa durante un periodo determinado, generalmente por no más de un año. La utilidad o pérdida que nos señala el Estado de Resultados modifica el Patrimonio de los accionistas o dueños, la primera aumentándola y la segunda reduciéndola.  
Parte proporcional de los seguros, rentas y demás servicios pagados por adelantado, y los servicios y gastos de todas clases que necesariamente se cubrieron durante ese mismo tiempo para impulsar las actividades del negocio, para administrarlas y para financiarlas. 
La utilidad y/o la pérdida, que se determine después de considerar los diferentes conceptos que constituyen posibles aumentos o posibles disminuciones al capital contable o patrimonio de la empresa, debe presentarse en el Estado de Situación Financiera formando parte del capital contable o patrimonio. 
La información que proporciona corresponde a un período en virtud de que los importes de los conceptos que lo integran se obtienen mediante la acumulación de las partidas de ingresos, costos, gastos y productos provocados por las operaciones que realiza la empresa, precisamente durante el período: Por esta razón, el estado de resultados es considerado como un estado financiero dinámico a diferencia del Estado de Situación Financiera que se considera estático.

## Componentes
El Estado de Resultados es entonces el documento financiero que muestra la utilidad o pérdida obtenida por una entidad económica durante un periodo determinado. El Estado de resultados tiene los siguientes componentes: 
1. Muestra el resultado obtenido por las entidades económicas en el desarrollo de sus operaciones;
2. Se trata de un estado financiero dinámico, en virtud de que su información se refiere a un periodo determinado;
3. Debe formularse cuando menos una vez al año;
4. Se compone de encabezado (nombre de la entidad económica, nombre del estado financiero y ejercicio contable o periodo al cual se refiere), cuerpo (conceptos de ingresos y su valor, egresos y su valor y resultado obtenido y su valor) y pie (nombre, firma del Licenciado en Contaduría Pública (LCP) que lo formuló.

Los elementos que lo integran son: Ingresos (valor recibido por concepto de transacciones encaminadas a alcanzar el objetivo de la entidad económica); Egresos (valor de las erogaciones que es necesario efectuar para obtener los ingresos) y resultado del ejercicio (diferencia entre ingresos y egresos) 
Los rubros considerados como ingresos de una entidad son: 
- Las ventas
- Los productos financieros
- Otros productos.

Los rubros considerados como egresos son: 
- El costo de ventas
- Los gastos de venta
- Los gastos de administración
- Los gastos financieros
- Otros gastos.

Los componentes del Estado de Resultados son: el encabezado, el cuerpo y el pie. 
El encabezado comprende lo siguiente: 
- Denominación o razón social

El Boletín B - 3 se refiere a los Estados Financieros y los que son los usuarios de la información que están interesados, entre otros aspectos.  
- Nombre del estado financiero
- Periodo al cual se hace referencia

El cuerpo comprende: 
- Relación de ingresos
- Relación de egresos
- Diferencia entre ambos

El pie: 
- Notas aclaratorias que expliquen conceptos expresados en forma sintética
- Nombre y firma de la persona responsable del estado financiero